# Dynów
Dynów är en stad i Nedre Karpaternas vojvodskap i sydöstra Polen. Staden, som är belägen vid floden San, hade 6 208 invånare år 2012.

## Historia
I samband med Tysklands invasion av Polen i september 1939 arkebuserades 150 judar i ett skogsområde utanför staden, medan 50 judar brändes levande i stadens synagoga.